# Arcinella arcinella
Arcinella arcinella is een tweekleppigensoort uit de familie Chamidae. De wetenschappelijke naam van de soort werd gepubliceerd in 1767 door Carl Linnaeus.
Right and left valve of the same specimen:

Rechter klep
Linker klep